# Lampe Atollo
La lampe Atollo est une création du designer italien Vico Magistretti, publiée en 1977. Cet objet du design industriel est fabriqué et commercialisé par la firme italienne O Luce.
La lampe est composée d'un abat-jour demi-sphérique d'un diamètre de cinquante centimètres, porté par un pied cylindrique. Le pied se termine par un cône qui est relié à l'abat-jour par un élément très fin. Ainsi, lorsque la lampe est allumée, l'abat-jour semble flotter dans les airs. Selon les modèles elle est fabriquée en aluminium verni teinté en différents coloris ou en opaline blanche ou noire. Le pied de la version en opale comprend un système d'éclairage supplémentaire.
Son créateur a reçu le Compasso d'oro en 1979 pour cette création. Un exemplaire de cette lampe fait partie de la collection permanente du MoMA.